# Hen Ogledd

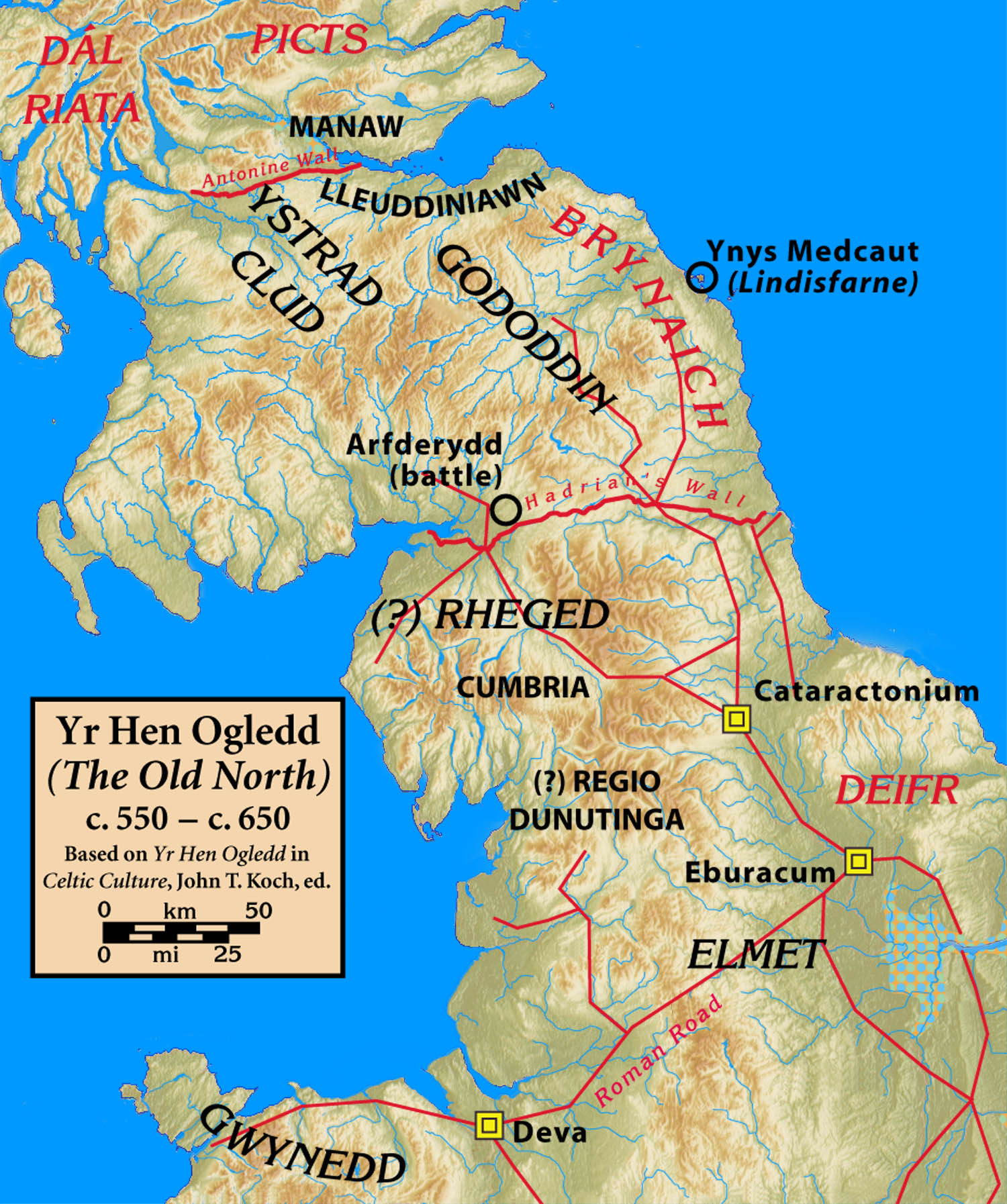
Hen Ogledd (Der alte Norden)

Yr Hen Ogledd ist Walisisch und bedeutet „Der alte Norden“. Es beschreibt die spätantiken britischen Königreiche im heutigen Nordengland und in Südschottland.

## Geschichte
Diese nach dem Abzug der Römer im Jahr 410 entstandenen Königreiche erlebten ihre Hochphase im 5. und 6. Jahrhundert. Die Einwohner dieser Königreiche wurden als Gwŷr y Gogledd oder Männer aus dem Norden bezeichnet.
In der Folgezeit wurden diese Länder entweder ausgelöscht oder aber nach dauernden Angriffen der Angeln ab dem 6. Jahrhundert in die angelsächsischen Königreiche Bernicia und Deira eingegliedert. Diese wiederum gingen in der Folgezeit im Königreich Northumbria auf.

## Liste der Länder des Hen Ogledd
- Bryneich
- Efrog (York) (genauer Name unsicher)
- Elmet
- Gododdin
- Rheged
- Strathclyde